# Junonia persiccata
Junonia persiccata är en fjärilsart som beskrevs av Hans Fruhstorfer 1912. Junonia persiccata ingår i släktet Junonia och familjen praktfjärilar. Inga underarter finns listade i Catalogue of Life.